# Saas Almagell
Saas Almagell és un municipi del cantó suís del Valais, situat al districte de Visp.